# Туркменабад
Туркменаба́д, также Туркменаба́т (туркм. Türkmenabat; ранее Аму́ль, Чарджу́й, Чарджо́у, Чардже́в, Ле́нинск-Туркме́нский) — второй по численности город в Туркменистане, является административным центром Лебапского велаята (бывшая Чарджоуская область).

## География
Туркменабад расположен на левом берегу Амударьи, в 470 км к северо-востоку от Ашхабада (по дороге 585 км). В городе расположена одноимённая узловая железнодорожная станция.

## Название
Современное название города — Туркменабад, также употребляется форма Туркменабат.
Древнее название города — Амуль. С конца XV века и до 1924 года, а также с 1927 по 1940 год город был известен как Чарджуй (от перс. چهارجوی‎ — «четыре канала»). С 1924 года город носил название Ленинск (Ленинск-Туркменский), 4 февраля 1927 года был переименован в Новый Чарджуй, затем с 1940 года — Чарджоу. В 1992—1999 годах город назывался Чарджев, также Чарджоу (туркм. Çärjew, Чәрҗев).

## Население
Туркменабад является вторым по численности населения после Ашхабада городом Туркменистана. Численность населения увеличивается за счёт внутренней миграции и высокой рождаемости.
Основное население города составляют туркмены, здесь также проживают узбеки, русские, татары, казахи, каракалпаки и представители других национальностей.
| Год                     | 1939 | 1977 | 1989  | 1999 | 2005 | 2010 | 2022 |
| ----------------------- | ---- | ---- | ----- | ---- | ---- | ---- | ---- |
| Население, тыс. жителей | 70   | 236  | 160,8 | 404  | 490  | 571  | 230  |

## История

### В древности
Город Амуль возник в I—IV веках нашей эры. В конце XV века — начале XVI века город становится известен как Чарджуй. История города уходит своими корнями в глубь веков. Прошлое города с самого своего рождения, с начала первого тысячелетия, обязано «Великому Шёлковому пути», проложенному из Китая через Среднюю Азию в Средиземноморье в III веке. Одним из важных пунктов, надёжным пристанищем на этой знаменитой дороге и был город Амуль — это первое название Туркменабада. Позже оно было перенесено и на реку Амударья, которая в то время носила название Окс.
Значение Амуля определялось его месторасположением. Здесь была устроена переправа через своенравную и широкую Амударью. Тут сходились торговые дороги, причём отсюда помимо «шёлкового пути» они вели в Иран, Индию, Восточную Европу. Вместе с торговлей развивались и ремёсла.
В городище Амуль на окраине города археологи находили медные монеты Кушанского рабовладельческого государства, относящиеся к I—IX векам нашей эры. Амуль входил в это государство, а после его гибели приобрёл самостоятельность.
Позже город вошёл в состав арабского халифата. Арабские историки сообщают, что Амуль представлял собой значительный культурный центр. Есть свидетельства, что «Из Амуля вышло много учёных…»
В XI веке сельджуки полностью покорили Среднюю Азию. После этого Амуль переходит в подчинение туркменского царя Чагры-бека. В первой половине XIII века Амуль за оказание упорного сопротивления войскам Чингисхана был полностью разрушен монголо-татарами. Это произошло в 1221 году.
Восточный полководец и поэт Бабур в 1511 году проходил со своим многочисленным войском около руин древнего Амуля и остановился недалеко от берега реки. Возле его стоянки оказалось четыре арыка. В своём знаменитом произведении «Бабурнамэ» он называет это место «Чахарджуй», что означает «четыре русла».
С начала XIX и до гражданской войны город Чарджуй был подчинён Бухарскому эмирату и являлся административным центром Чарджуйского бекства. Освободительная борьба того времени нашла своё отражение в творчестве классика туркменской литературы, поэта и патриота Сеитназара Сеиди.
Во второй половине XIX века в Чарджуй были переселены уральские казаки, которые выполняли обслуживание железной дороги.
В 1877 году из Турткуля в Чарджуй пришёл пароход «Самарканд», что стало началом создания речного пароходства.

### В составе Российской империи
Туземный город Чарджуй не входил собственно в Российскую империю, а находился в зависимом от неё Бухарском ханстве. Однако, когда российские власти решили построить железную дорогу из Мерва в Самарканд, то это можно было сделать только через бухарские владения. Решено было строить её так чтобы пересекать Амударью в Чарджуйском оазисе. В 1888 году в нескольких верстах от старого Чарджуя был построен деревянный железнодорожный мост через Амударью, а рядом с ним — станция. Вокруг них стал развиваться новый город, названный Новым Чарджуем. Именно из него вырос современный город.

#### Статья Чарджуй вЭСБЕ(начало XX века)[8]
Чарджуй — городское поселение, образовавшееся около станции Аму-Дарья (1070 в. от Красноводска) Среднеазиатской железной дороги, на левом берегу реки Аму-Дарьи, на земле, уступленной русскому правительству эмиром бухарским. Жителей 4068 (2651 мужчина, 1417 женщин), в том числе русских 3501. Широкие прямые улицы, достаточно зелени, много лавок и магазинов, довольно оживлённый базар. Чарджуй — важный торговый центр; товары, идущие в Бухару, Хиву и частью в Афганистан, перегружаются здесь на речные суда, а приходящие оттуда грузы поступают на железную дорогу. Стоянка пароходов аму-дарьинской флотилии, поддерживающей сообщение между Патта-Гиссаром (Термез) на юге и Петро-Александровском (Хива) на севере. Церкви православная и армяно-григорианская, три мечети, приходское, городское и железнодорожное, мужское и женское училища. Военное и общественное собрания. Городской сад; питомник для надобностей железной дороги. Пять хлопкоочистительных заводов, транспортные агентства. Городские доходы — 18330 рублей. У Чарджуя Средне-Азиатская железная дорога пересекает Аму-Дарью (смотри Чарджуйский мост). В 16 верстах от Чарджуя лежит довольно крупный бухарский город Чарджуй (Чарджуй туземный), центр Чарджуйского бекства, с остатками стен и крепостью; жителей 15 тысяч. Старый Чарджуй (Аму-Дарья) отличается оживлённым торговым обменом. В 1900 году на станцию прибыло 1820244 пудов (воинские грузы, сахар, мануфактура, лесные строительный материал, железо, мука, чай, рис, керосин и тому подобное); отправлено со станции Чарджуй в том же году 963382 пд. (изюм, кожи, ковры, овчины, семя хлопковое, хлопок — 516641 пуд, шерсть и пр.).

### В составе СССР
В 1918—1924 годах в составе Туркестанской АССР, с 1924 года — в Туркменской ССР. В 1939—1963 годах и с 1970 года административный центр Чарджоуской области.
В городе Чарджоу действовали шёлковый комбинат, шерстяная прядильно-ткацкая, ватная, трикотажная, швейная, обувная фабрики, каракулевый, хлопкоочистительные заводы; мясокомбинат, молочный, винодельческий, птице совхоз, солодковый заводы; суперфосфатный, ремонтный заводы, мебельная фабрика, завод стройматериалов. Имелись педагогический институт, текстильный, речной и сельскохозяйственный техникумы, медицинское и музыкальное училища, историко-краеведческий музей; Туркменская опытная станция шелководства, опытно-мелиоративная станция.

### В составе независимого Туркменистана
В 2006 году в городе насчитывалось более 500 портретов и статуй Сапармурата Ниязова. С годами портреты Ниязова стали исчезать.
В 2017 году в центре города был торжественно открыт первый памятник первому президенту Узбекистана Исламу Каримову, имя которого также было присвоено одной из улиц города.

## Климат
Климат — резко континентальный, очень сухой, со значительными суточными и годовыми колебаниями температур. Зима — сырая, холодная, выпадает снег, лето — знойное. Самый холодный месяц — январь. Осадков — от 70 до 120 мм в год. В 70 км от города находится Репетекский заповедник, который является самой жаркой точкой Туркменистана: температура +51,2 °C была зафиксирована в 1983 году. Наивысшая температура на солнце на песке был отмечена на уровне +80 °C.

## Достопримечательности
В 70 км к юго-западу от Туркменабада, в Юго-Восточных Каракумах, расположен Репетекский заповедник, являющийся самым жарким местом в Средней Азии.
Городище Амуль-Чарджуй — представляет собой развалины крепости правителя Амуля, датирующиеся X—XI веками. Находится в 10 километрах от въезда в Туркменабад. В X веке городище представляло собой обширную квадратную глинобитную крепость, обнесённую широким рвом с водой.
Мавзолей Астана-баба. Также входит в состав города-музея Керки, состоит из мечети и гробницы, которые были возведены в XI веке.
Караван-сарай Даяхатын (Бай-Хатын). Караван-сарай, расположенный на дороге, ведущей из Амуля в Хорезм, является неповторимым памятником зодчества XI—XII веков. Сегодня до нас дошли только обширные развалины рабата караван-сарая из сырцового кирпича. Когда-то рабат был укреплён круглыми башнями.
Койтендаг — горная местность с нетронутой цивилизацией природой, изобилующей редчайшими видами животных и растений. Здесь можно увидеть лунный пейзаж, уникальные карстовые пещеры, а также плато динозавров с самым большим в мире количеством отпечатков лап доисторических ящеров в одном месте.
Плато динозавров, на котором обнаружено более ста окаменевших следов древнейших ящеров, находится на северо-восточном склоне горы Гаурдак на юго-востоке Туркменистана. На каменистом плато, расположенном на высоте 750—800 метров, следы сохранились практически идеально.
В городе также находятся действующие храмы: храм Святителя Николая Чудотворца и храм святых Первоверховных апостолов Петра и Павла. Имеется здание мечети, в которой раньше была областная библиотека.

## В искусстве
Чарджуйские дыни упомянуты в стихотворении Анны Ахматовой «Когда лежит луна ломтём чарджуйской дыни».
Чарджуйскими дынями торговал герой Олега Басилашвили в фильме «Вокзал для двоих».
Чарджуйские дыни привёз в подарок родственникам герой Александра Панкратова-Чёрного в фильме «Где находится нофелет?»
Чарджоускую дыню купил герой фильма «Дыня» (1982, Казахфильм).

## Экономика

### Промышленность
В Туркменабаде действуют авторемонтный завод, хлопкоочистительный завод, кожевенный завод, домостроительный комбинат, комбинат строительных материалов, химический завод. В городе функционируют шерстомойная, прядильно-ткацкая, швейная, ковровая, кондитерская и мебельная фабрики, пивоваренный и молочный заводы.
Туркменабад является главным центром газовой промышленности страны.
В 2010 году на Туркменабад пришлось 20,7 % промышленной продукции Туркменистана, 11,6 % финансовых инвестиций. В частности добыто 30 % газа страны, произведено 19,5 % минеральных удобрений, 98 % шёлковых тканей, 36,3 % сливочного масла, 31,9 % мяса, 2,3 % электроэнергии, 24,5 % молока, 15,5 % шерсти.

### Ковроткачество
Производство ковров ручной и машинной работы является предметом гордости жителей города.
Текинские, салорские, иомудские, эрсаринские ковры отличаются друг от друга орнаментом и цветом. Мервский оазис, нынешняя Марыйская область, является родиной знаменитых на весь мир текинских ковров, где хранятся традиции коврового искусства племени теке.

### Образование и культура
В Туркменабаде работают 41 общеобразовательная школа, 13 лицеев, 3 педагогических и 2 медицинских училища, училище искусств, химический и сельскохозяйственный техникумы, Туркменский государственный педагогический институт имени Сейитназара Сейди. В городе действуют 4 музея, 2 парка отдыха, 12 библиотек, две из которых являются крупнейшими в Средней Азии.

### Транспорт
В городе имеется новый автовокзал, рассчитанный на 650 пассажиров в час. Он реконструирован в железнодорожный вокзал, через который проходят поезда к городам Ашхабад, Керки, Сейди, Саят.
В городе находится аэропорт Туркменабад. Здание аэровокзала рассчитано на 200 человек. В нём находятся: четыре кассы местных авиалиний, две кассы международных авиалиний, справочное бюро, международный переговорный пункт, киоск, кафе-ресторан. В 2018 году открыт новый международный аэропорт, который вошёл в Книгу рекордов Гиннеса как здание в форме восьмиконечной звезды.

## Спорт
В Туркменабаде имеются четыре стадиона, шестнадцать спортивных школ, четыре спортивных комплекса. Футбольный клуб «Лебап» выступает в высшей лиге Туркменистана.

## Хякимы
- Гайбулла Камалов[13]
- Поманов Аширнияз Аманмаммедович[14]
- Базаров Гуванч Хемракулыевич (с 10 августа 2015 года)

## Города-побратимы
- 1993 :  Измир, Турция[15]
- Ростов-на-Дону, Россия[источник не указан 909 дней]